# Ладарія Георгій Володимирович
Георгій Володимирович Ладарія (нар. 9 вересня 1979, Грузинська РСР) — грузинський, російський та український футболіст, нападник.

## Кар'єра гравця
Професіональну кар'єру розпочав у новоросійському «Чорноморці», за який у вищому дивізіоні дебютував 20 квітня 1996 року в виїзному матчі 8-го туру проти «Ростсельмашу», вийшовши на 79-й хвилині матчу замість Лева Майорова, ставши одним з наймолодших гравців, котрі дебютували у Вищому ешелоні російського футболу. У тому сезоні провів 8 матчів за «Чорноморець-д», який виступав у третій лізі. З 1997 виступав за «Оболонь-ППО» з Києва. Дебютував у футболці «пивоварів» 15 травня 1998 року в переможному (2:0) домашньому поєдинку групи В другої ліги чемпіонату України проти єнакієвської «Південьсталі». Георгій вийшов на поле на 70-ій хвилині, замінивши Сергія Буренока. Основним гравцем столичної команди не був. З 1997 по 1999 рік у Другій лізі зіграв 8 матчів, ще 3 поєдинки провів у кубку України.
Надаліалі виступав за вищоліговий грузинський «Колхеті» (Хобі), в складі якого провів 3 матчі. У 2000 році перейшов до складу друголігового російського «Фабуса». Дебютував у бронницькому клубі 27 серпня 2000 року в нічийному (1:1) виїзному поєдинку 27-го туру зони «Центр» проти тульського «Арсеналу-2». Ладарія вийшов на поле в стартовому складі та відіграв увесь матч. Загалом у складі «Фабуса» провів 3 поєдинки. У 2000 році завершив професійну футбольну кар'єру в цьому клубі.

## Кримінальне життя
У 2002 році Георгій Ладарія в Москві був засуджений до семи років за розбій і незаконне зберігання зброї. Відсидів увесь термін. У 2011 році в Адлері отримав вісім місяців за зберігання наркотиків. Після того як вийшов з в'язниці, перебрався в Сєверодвінськ, де підозрювався в керівництві «шаманінської» ОПГ. У квітні 2014 року в Сєверодвінську був засуджений на рік за грабіж. Після того, як його взяли під варту, в керівництві ОПГ його замінив Микола Севастьянов.